# Livonese

Livonese zu 96 Kopeken, 1765

Livonese oder Livonaise (abgeleitet von der lateinischen, nicht kyrillischen Münzinschrift MONETA LIVOESTHONICA) war die Bezeichnung für eine russische Silbermünze. Sie wurde in ganzen (zu 96 Kopeken), halben (zu 48 Kopeken) und viertel Stücken (zu 24 Kopeken) mit einem Gewicht von ca. 26 g (bzw. 13 g, 6,5 g) und einem Silbergehalt von etwa 75 Prozent geprägt. Auf der Vorderseite war das Brustbild der Zarin Elisabeth (Russland) und auf der Rückseite der Zarenadler abgebildet. Die Münze wurde in den baltischen Ländern Livland und Estland von der Zarin ab 1756/57 ausgegeben, dem Beginn des Siebenjährigen Kriegs. Dazu gab es Kopekenstücke zu vier (ca. 1,1 g) und zwei Kopeken, die statt des Bildes der Zarin zwei Wappenschilde trugen.